# Dolina Górnej Siniochy
Dolina Górnej Siniochy este o arie protejată (sit de importanță comunitară — SCI) din Polonia întinsă pe o suprafață de 596,96 ha, integral pe uscat.

## Localizare
Centrul sitului Dolina Górnej Siniochy este situat la coordonatele 50°42′58″N 23°28′28″E / 50.716°N 23.4745°E.

## Înființare
Situl Dolina Górnej Siniochy a fost declarat sit de importanță comunitară în octombrie 2009 pentru a proteja 1 specie de plante și 8 specii de animale.

## Biodiversitate
Situată în ecoregiunea continentală, aria protejată conține 2 habitate naturale: Pajiști cu Molinia pe soluri calcaroase, turboase sau argilos-nămoloase (Molinion caeruleae), Mlaștini alcaline.
La baza desemnării sitului se află mai multe specii protejate:
- plante (1): Angelica palustris
- amfibieni (2): buhai de baltă cu burta roșie (Bombina bombina), triton cu creastă (Triturus cristatus)
- mamifere (2): castor (Castor fiber), vidră de râu (Lutra lutra)
- nevertebrate (4): fluturele purpuriu (Lycaena dispar), Lycaena helle, Phengaris nausithous, Phengaris teleius